# 1967 في مصر
فيما يلي قوائم الأحداث التي وقعت خلال عام 1967 في مصر.

## أحداث
- 5 يونيو – حرب 1967

## سياسة

### تعيين في المنصب
- 19 يونيو – جمال عبد الناصر رئيس الوزراء المصري.

### انتهاء فترة المنصب
- 19 يونيو – محمد صدقي سليمان رئيس الوزراء المصري.

## أفلام
من الأفلام التي صدرت هذه السنة في مصر:
- 1 يناير – أخطر رجل في العالم من إخراج نيازي مصطفى.
- 1 يناير – إضراب الشحاتين من إخراج حسن الإمام.
- 1 يناير – جريمة في الحي الهادئ من إخراج حسام الدين مصطفى.
- 1 يناير – خان الخليلي من إخراج عاطف سالم.
- 1 يناير – شارع الضباب
- 1 يناير – شباب مجنون جدا من إخراج نيازي مصطفى.
- 9 يناير – معبودة الجماهير من إخراج حلمي رفلة.
- 20 فبراير – الراجل ده حيجنني
- 20 مارس – الخروج من الجنة من إخراج محمود ذو الفقار.
- 20 مارس – الليالي الطويلة
- 17 أبريل – شاطئ المرح من إخراج حسام الدين مصطفى.
- 18 سبتمبر – كرامة زوجتي من إخراج فطين عبد الوهاب.
- 8 أكتوبر – النصف الآخر من إخراج أحمد بدرخان.
- 14 أكتوبر – الزوجة الثانية من إخراج صلاح أبو سيف.
- 30 أكتوبر – غرام في الكرنك من إخراج علي رضا.

## مواليد

### يناير
- 1 يناير – أبو حمزة ربيعة
- 1 يناير – الأنبا أنجيلوس قس مصري.
- 1 يناير – حمدي أبو جليل كاتب مصري.
- 1 يناير – نيرمين همام
- 13 يناير – علاء محمد سليم

### مارس
- 29 مارس – آني علي

### مايو
- 22 مايو – طارق مدكور

### يوليو
- 12 يوليو – توفيق عكاشة مقدم تلفزيوني مصري.

### أغسطس
- 1 أغسطس – منى الطحاوي

### سبتمبر
- 5 سبتمبر – عمرو خالد داعية مصري.
- 19 سبتمبر – هبة قطب

### أكتوبر
- 4 أكتوبر - صابرين، ممثلة مصرية.
- 28 أكتوبر – عمرو حمزاوي عالم سياسة مصري.

### نوفمبر
- 24 نوفمبر – محمد عبد المجيد إسماعيل

### ديسمبر
- 11 ديسمبر – عادل عبد الرحمن لاعب كرة قدم مصري.

## وفيات

### يناير
- 1 يناير – منيرة ثابت (مواليد 1902)

### سبتمبر
- 14 سبتمبر – عبد الحكيم عامر (مواليد 1919) وزير الحربية المصري، وقائد الجيش المصري في عهد جمال عبد الناصر.